# Craft Sportswear
Craft of Scandinavia, meglio noto come Craft Sportswear, è un marchio svedese di abbigliamento sportivo specializzato in capi e accessori tecnici per lo sport. L'azienda è rinomata per le sue innovazioni nella tecnologia dei tessuti, per i design ad alte prestazioni e per gli accordi di sponsorizzazione globale che si estendono a diverse discipline sportive.

## Storia
Fin dal 1973, il fondatore di Craft Sportswear, Anders Bengtsson, iniziò a progettare nuove tecnologie per l'abbigliamento sportivo, in particolar modo per quanto riguarda l'atletica e gli sport invernali. Egli cominciò a sviluppare un materiale che traspirasse il sudore. Utilizzò fibre di poliestere, che assorbono solo una minima quantità di umidità, e le trasformò in una struttura intrecciata. L'azione capillare che ne deriva favorisce l'espulsione dell'umidità, trasportando il sudore dalla pelle alla superficie esterna dell'indumento, dal quale evapora rapidamente.
L'azienda Craft Sportswear fu fondata ufficialmente nel 1977 a Borås, in Svezia, e ha rapidamente guadagnato la reputazione di pioniere delle tecnologie avanzate dei tessuti nell'abbigliamento sportivo. Inizialmente focalizzata su articoli per gli sport invernali, il marchio ha ampliato il suo catalogo di prodotti negli anni '80 e '90, includendo un'ampia gamma di abbigliamento per diversi sport. Negli ultimi decenni, Craft ha sfruttato l'espansione internazionale e le partnership strategiche, rafforzando la propria presenza sul mercato a livello mondiale.
Nel 1998, Craft è stata acquisita dal New Wave Group.

## Prodotti
Craft sviluppa e produce una gamma completa di prodotti per l'abbigliamento sportivo, tra cui: abbigliamento tecnico, accessori per l'atletica (guanti, cappelli, calze e attrezzature specializzate per esigenze specifiche dello sport), tessuti innovativi (per ottimizzare la gestione dell'umidità, traspirabilità e regolazione termica) e calzature sportive.

## Sponsorizzazioni
Craft Sportswear ha diverse partnership con notevoli società sportive:

### Atletica

#### Nazionali
- Danimarca
- Finlandia
- Isole Faroe
- Svezia

### Calcio
- AC Oulu
- AGF Aarhus[4]
- Almere City FC
- FC Aarau 1902[5]
- Fredrikstad FK[6]
- Hammarby IF[7]
- K.A.A. Gent[8]
- IFK Göteborg[9]
- SV Darmstadt 1898
- Trelleborgs FF[10]
- Varbergs BoIS[11]
- VVV Venlo

### Basket
- Alliance Sport Alsace[12]

- Limoges CSP[13]

### Pallavolo

#### Squadre
- Lausanne UC
- M. O. Mougins Volley-ball
- Volley Mulhouse Alsace

### Pallamano

#### Nazionali
- Nazionale maschile di pallamano svedese

#### Squadre maschili
- AMO Hong Kong
- Hammarby IF HF
- Bordeaux Bruges Lormont Handball
- Dunkerque HGL
- Fenix Toulouse Handball
- Limoges Handball
- Massy Essonne Handball
- Saint-Raphaël Var Handball
- SC DHfK Leipzig
- Strasbourg Eurométropole Handball
- Nancy Handball

#### Squadre femminili
- Brest Bretagne Handball
- Mérignac Handball
- Nantes Atlantique Handball Féminin
- Odense Håndbold

### Biathlon
- Canada
- Francia
- Norvegia

### Curling
- Associazione svizzera di curling

### Sci di fondo
- Nazionale svedese di sci di fondo

### Individuali
Oltre alle sponsorizzazioni di squadre, Craft sponsorizza una serie di atleti singoli.

#### Triathlon
- Noel Mulkey
- Robert B Killian Jr.

#### Atletica
Gli atleti sponsorizzati da Craft fanno parte dell'Elite Run Team della stessa azienda.
- Alexander Holmblad
- Arlen Glick
- David Laney
- David Sinclair
- Elov Olsson
- Emkay Sullivan
- Grant Barnette
- Jacob Puzey
- Joacim Lantz
- Johan Lantz
- Jupiter Carera
- Linus Hultegård
- Manuela Vilaseca
- Mary Denholm
- Tessa Chesser
- Tim Tollefson
- Tommy Rivs
- Tommy Sullivan

#### Sci
- Marina Charlotte Kalla

### Eventi e marchi
Craft collabora anche con eventi e marchi per la produzione di abbigliamento performante per i programmi di merchandising delle gare e degli eventi, tra cui Lifetime Run, Ragnar Relay Series, Spartan Race, la Maratona di Miami, Rock 'n' Roll Running Series, RunCharlotte, Running USA, M3S Sports, Big Blue Adventure e la Texas Bigstar Half Marathon.